# Hans Humann
Karl Anton Hans Humann (* 23. September 1878 in Smyrna, Osmanisches Reich (heute İzmir); † 7. Oktober 1933 in Neubabelsberg später zu Potsdam gehörend) war ein deutscher Offizier, Marineattaché und Verleger. Humann war während des Ersten Weltkriegs einer der wichtigsten Vertreter des kaiserlichen Deutschland im Osmanischen Reich und in den 1920er Jahren Redakteur der vielgelesenen Deutschen Allgemeinen Zeitung. Humann war ein Zeuge und Befürworter des osmanischen Völkermords an den Armeniern, den er nachträglich noch billigend beschrieb.

## Leben und Wirken

### Jugend und Anfänge
Humann wurde 1878 als Sohn des deutschen Archäologen Carl Humann, des Entdeckers des Pergamonaltars, und seiner Gattin Louise in der türkischen Stadt Smyrna, dem heutigen İzmir geboren. Humanns Schwester Maria (1875–1970) heiratete 1900 den Archäologen Friedrich Sarre, später Direktor des Deutschen Orientalischen Museums in Berlin.
Die ersten zwölf Jahre seiner Kindheit verbrachte Humann in der Türkei, wo er eine ausgeprägte Affinität zu allem Türkischen entwickelte und gemeinsam mit dem späteren türkischen Politiker Enver Pascha aufwuchs. Die Freundschaft beider Männer währte ein Leben lang und galt als besonders eng. Beide duzten einander und standen in ständigem brieflichen Kontakt. Humanns Freund Franz von Papen umriss die Nähe beider Männer, indem er sie als „Milchbrüder“ charakterisierte. Der Amerikaner Morgenthau berichtete später, dass ihm Mitarbeiter der deutschen Botschaft mitgeteilt hätten, der deutschstämmige Humann sei „mehr Türke“ gewesen als der Türkenführer Enver.
Nach seiner Rückkehr nach Deutschland 1890 und dem Abschluss seiner schulischen Ausbildung schlug Humann gegen Ende der 1890er Jahre eine Laufbahn als Offizier in der Kaiserlichen Marine ein, für die er nicht zuletzt wegen seiner Vorliebe für die Seefahrt und seiner „großen und stattlichen“ Erscheinung als besonders geeignet galt.
Als Protegé von Großadmiral Alfred von Tirpitz, dem Staatssekretär im Reichsmarineamt, stieg Humann in der Kaiserlichen Marine in rascher Folge bis zum Fregattenkapitän auf. Dabei war er vor allem für das Reichsmarineamt wegen seiner intensiven Kontakte in das Osmanische Reich von besonderer Bedeutung. Ein weiterer Grund für diese schnelle Karriere Humanns dürften die ideologischen Übereinstimmungen zwischen ihm und seinem Vorgesetzten Tirpitz gewesen sein, dessen pangermanische und monarchistische Vorstellungen er teilte. Bereits zu dieser Zeit pflegte er seine Verbindungen ins Ausland, dabei vor allem zu Enver Pascha, der 1909 als Militärattaché an die Osmanische Gesandtschaft nach Berlin kam. Dieser wohnte nicht wie üblich während der Einsatzzeit in der Nähe der Gesandtschaft in Berlin, sondern hatten seinen Wohnsitz in unmittelbarer Nachbarschaft zu Humann, in Neubabelsberg, Kaiserstraße 27 genommen. Als er 1911 wieder nach Konstantinopel zurückkehrte, stand fest, dass er in der Militärhierarchie des Osmanischen Reiches eine bedeutende Stellung einnehmen wird.

### Deutscher Vertreter im Osmanischen Reich
Im Herbst 1913 wurde Humann von der deutschen Marineleitung nach Konstantinopel entsandt, wo er zunächst ohne klar umrissene Zuständigkeiten tätig war. Fest stand jedoch schon, dass sein enger Freund Kemal Pascha der zukünftige Kriegsminister in der Regierung der „Jungtürken“ werden wird. In den ersten Monaten seiner Anwesenheit beschränkte sich Humann im Wesentlichen darauf, die Lorelei, die Yacht des deutschen Botschafters im Osmanischen Reich, Freiherr Hans von Wangenheim (1859–1915) zu befehligen. Daneben übte er de facto bereits 1914 die Tätigkeit eines Marineattachés aus, ohne diesen Titel vorerst offiziell zu führen. Den offiziellen Rang eines Marineattachés erhielt er dann am 19. Oktober 1915 und übte dieses Amt bis Ende September 1917 aus, als er nach Deutschland zurückbeordert wurde. Während dieser Zeit besaß Humann, Ernst Jäckh zufolge, zudem Zugang zur Umgebung Kaiser Wilhelms II., dem er so – an seinem Vorgesetzten, dem Botschafter, vorbei – Berichte zukommen lassen konnte. Botschafter Paul Graf Metternich hatte keine gute Meinung von Humann, den er als „Erzgauner“ (arch-scoundrel) bezeichnete. Der amerikanische Botschafter Morgenthau beschrieb den Humann der Attachéjahre als „Mann von großem Einfluss“, der ihm als „unerbittlich“ (implacable) und „grausam“ (truculent) aufgefallen sei.
Beim Ausbruch des Ersten Weltkrieges 1914 entwarf Humann den erfolgreich umgesetzten Plan, die im Mittelmeer liegenden deutschen Kriegsschiffe Goeben und Breslau dem Zugriff der überlegenen britischen Marine zu entziehen, indem man ihnen Zuflucht in (zunächst noch) neutralen türkischen Häfen gewährte. Dort ließ er die beiden Schiffe von deutschen auf türkische Hoheitszeichen „umflaggen“ und übergab sie nominell an die türkische Regierung. Diese nutzte die Schiffe, um den von ihr gewünschten, aber von der Mehrheit der Bevölkerung abgelehnten Kriegseintritt der Türkei auf Seiten der Mittelmächte durchzusetzen: Indem man die unter türkischer Flagge fahrenden, aber von deutschen Besatzungen kommandierten Schiffe russische Stellungen im Schwarzen Meer beschießen ließ und sie dann abwechselnd als deutsch (während der Beschießung) oder türkisch (beim Aufenthalt in türkischen Häfen) deklarierte, provozierte man Russland, den Vorstellungen Humanns entsprechend, zur Kriegserklärung an das Osmanische Reich. Ein Nachruf der Orient-Rundschau von 1933 schrieb ihm aus diesem Grund große „Verdienste um den Eintritt der Türkei in den Weltkrieg“ zu.
Der Historiker Malte Furmann sieht Humann in den Jahren 1914 bis 1917 als den „wichtigsten Vermittler“ zwischen der türkischen Führung, der deutschen Obersten Heeresleitung und der deutschen Marine. Durch seine Jugendfreundschaft mit Enver Pascha, zu dem er nach wie vor unbeschränkten Zugang besaß, habe Humann eine Machtfülle erlangt, die „weit über seine nominelle Stellung“ hinausgegangen sei und so die deutsche Mittelmeerdivision und die kaiserliche Botschaft in Istanbul praktisch dominierte. Außerdem habe er maßgeblich zum Eintritt des Osmanischen Reiches in den Ersten Weltkrieg beigetragen. Furmanns Kollege Ulrich Trumpener urteilt ganz ähnlich; ihm zufolge war Humann in den Jahren 1915 bis 1917 „wahrscheinlich der wertvollste Kontaktmann zum CUP-Regime, den die Deutschen hatten.“ (… probably the most valuable contact man to the CUP regime the Germans had.)

### Humann und der Völkermord an den Armeniern
Humann gilt in der historischen Forschung als einer der wichtigsten Zeugen für den während des Ersten Weltkrieges auf dem Gebiet des Osmanischen Reiches durchgeführten Völkermord an den Armeniern. In seiner Eigenschaft als deutscher Diplomat in der Türkei verfasste er verschiedene Berichte und Notizen, die die vielfach bestrittenen Massaker an der armenischen Bevölkerung in der Türkei belegen. So schrieb Humann 1915 nach Berlin:
„Armenier und Türken können in diesem Lande nicht zusammenleben. Eine der Rassen muss gehen. Ich tadele die Türken nicht für das, was sie mit den Armeniern machen. Ich halte das für völlig gerechtfertigt. Die schwächere Nation muss verschwinden.“ Am 15. Juli 1915 erklärte er in einem anderen Bericht, präziser werdend, dass „die türkische Regierung die Kriegszeit und das anderweitig gefesselte Interesse Europas benutzt, um die ganze armenische Frage brevi manu [kurzerhand] gewaltsam zu erledigen“. Nachdem der deutsche Vizekonsul in Mossul, Walter Holstein, am 10. Juni 1915 berichtet hatte, dass 614 aus Diyarbakır verbannte Armenier auf der Reise nach Mossul umgebracht worden seien, erklärte Humann am 15. Juni 1915 gegenüber einem Briefpartner, der darüber tiefste Abscheu zum Ausdruck gebracht hatte: „Die Armenier wurden jetzt mehr oder weniger ausgerottet. Das ist hart, aber nützlich.“
Später bedrängte Humann den deutschen Außenminister Richard von Kühlmann, die Türken um „unserer [...] politischen Interessen willen“ in der Armenierangelegenheit nicht zu kritisieren, da man sonst Gefahr liefe, den Kriegsverbündeten zu entfremden und so mittelbar die deutschen Interessen im Nahen Osten zu gefährden, die in den orientalischen Ländern, so Humann, in besonderem Maße von guten persönlichen Beziehungen abhingen.
Auch nach dem Krieg hielt Humann an seiner Billigung des türkischen Vorgehens fest. So rechtfertigte er die Ermordung der Armenier noch in den 1920er Jahren in Artikeln in der DAZ.

### Spätere Jahre
Im November 1917 beendete Humann seine Tätigkeit in der Türkei und kehrte ins Deutsche Reich zurück. Dort diente er zunächst der Reichsregierung als Ratgeber und Berichterstatter in verschiedenen das Osmanische Reich und die Kriegsfront im Mittleren Osten betreffenden Angelegenheiten. Von Mai bis September 1918 führte er das Kommando über den deutschen Schlachtkreuzer Moltke. 1919 leitete er die Nachrichtenabteilung im Berliner Reichsmarineamt. Während dieser Zeit nahm er an mehreren Aktionen monarchistischer Kräfte teil.
1920 leitete er die Nachrichtenstelle des neuen Reichswehrministeriums unter Gustav Noske (SPD). Beim Kapp-Putsch ging Humann bereits am ersten Tag, 13. März 1920, auf die Seite der Rebellen über. Das wurde noch am selben Tag von der Presse registriert. Meldungen zu seiner Ernennung zum Pressechef der Putsch-Regierung datieren vom 15. März 1920. Das Protokoll der einzigen Pressekonferenz, bei der Wolfgang Kapp am 14. März eine Ansprache hielt, belegt, dass Humann den Journalisten der Berliner Pressekonferenz mitteilte, er habe „den Verkehr mit der Presse übernommen“; gemeinsam mit seinem Pressereferenten aus dem Ministerium, Hauptmann Friedrich Karmann, beantwortete er als Kapps Sprecher Journalistenfragen. Die Aufgabe übernahm er zusätzlich zu seiner Funktion im Reichswehrministerium. Bereits einen Tag später wurden aber Gottfried Traub und Walter Harnisch als Kapps politische Sprecher installiert, so dass sich Humann auf militärische Fragen zurückzog.
Wegen seiner Beteiligung am Kapp-Putsch erhielt Humann im Juli 1920 seinen Abschied. Nach Humanns Ausscheiden aus dem Militärdienst holte sein Freund, der Unternehmer Hugo Stinnes, ihn in die Privatwirtschaft und machte ihn zum Verlagsleiter der zum Stinnes-Konzern gehörenden Deutschen Allgemeinen Zeitung (DAZ). Unter Humanns Ägide trat die DAZ in den 1920er Jahren hartnäckig für die Rückkehr zur Monarchie ein. Außerdem betrieb Humann mit Hilfe des Blattes die Apologie des Völkermords an den Armeniern. Eine der ersten Amtshandlungen von Humann als Verlagsleiter der DAZ war der Hinauswurf eines alten Widersachers aus Istanbuler Tagen, des stellvertretenden Chefredakteurs Max Rudolf Kaufmann. Der Schweizer Kaufmann, zusammen mit Paul Weitz und dem Sozialdemokraten Friedrich Schrader Korrespondent der Frankfurter Zeitung in Konstantinopel, war dort 1916 verhaftet und später nach Deutschland abgeschoben worden, weil er in internen Briefen massiv den deutsch-türkischen Militarismus kritisiert und die desolate Situation der türkischen Truppen an der Kaukasusfront angeprangert hatte.
Politisch stand Humann in den 1920er und 1930er Jahren, wie sein Chef Stinnes, national-konservativen Kreisen nahe. So unterhielt er Kontakte zu Edgar Jung und war einer der wichtigsten Berater des konservativen Zentrums-Politikers Franz von Papen, dem er im Mai 1932 in einem persönlichen Gespräch zur Annahme des angebotenen Reichskanzleramtes riet. Außerdem war er einer der Mitbegründer des Bundes der Asienkämpfer.
Hans Humann starb nach einer langen Krankheit im Oktober 1933 in Neubabelsberg. Nach einer Trauerfeier in der katholischen Pfarrkirche in Nowawes wurde er auf dem Friedhof in Klein-Glienicke beigesetzt. Die Totenrede hielt Humanns Freund von Papen. In ihr rühmte er dessen „Verdienste in der Marine und der Deutschen Allgemeinen Zeitung“ und stellte ihn rhetorisch in die Reihe der „geistigen Kämpfer“ für „dieses neue […] Deutschland […] das wir heute im Begriff sind zu bauen.“ Weitere Totenreden hielten Erich von Müller als Vertreter der Marine und Hugo Stinnes junior als Vertreter des DAZ-Verlages.

## Ehe und Familie
Humann heiratete am 19. Oktober 1904 in Deutsch-Wilmersdorf die Witwe Katarina Johanna Petronella Brunhoff, geb. Schaub (* 22. Dezember 1874 in Hamburg).